# 이오섬

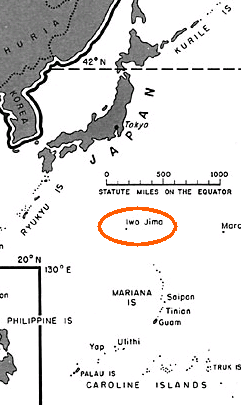
이오섬의 위치

이오섬(일본어: 硫黄島)은 일본 남동쪽에 있는 화산섬이다. 
이름은 황(유황)을 뜻하는 일본어 낱말 ‘이오(硫黄)’에서 유래되었으며, 오세아니아에 속해있는 가잔 열도에 속해 있다.

## 명칭
한자 이름인 ‘유황도(硫黄島)’는 ‘유황섬’이라는 뜻이다. 일본에서는 이를 가지고‘이오토(いおうとう)’라고 읽는다. 
이 섬에서는 예전부터 ‘이오토’라는 이름을 쓰고 있었지만 제2차 세계대전 중 미군이 해도(海圖)에 ‘Iwo Jima’라는 이름을 표기하게 된 것을 시작으로 일본에서도 2007년까지 ‘이오지마’라는 이름이 쓰였다. 
하지만 섬의 주민 사이에서 예전에 쓰던 이름인 ‘이오토’로 정식 명칭을 통일하고 싶다는 여론이 생겨서 2007년 3월 오가사와라 촌(면)의회에서 섬의 호칭을 이오토로 통일한다는 안이 채택되었고, 6월 18일 일본 국토지리원에도 표기가 반영되었다.
같은 가잔 열도에 속한 기타이오섬(北硫黄島 기타이오토[*])과 미나미이오섬(南硫黄島 미나미이오토[*])도 마찬가지로 ‘지마’가 아닌 ‘토’로 읽는다.

## 지리
행정상은 도쿄도(東京都) 오가사와라촌(小笠原村, おがさわらむら)에 예속된다. 도쿄로부터 약 1200km 남쪽에 있으며, 섬의 길이는 동서 9km, 남북 4km에 달한다. 총 면적은 21km2로 서울의 종로구(23.91) 보다도 작다. 섬에서 해발 고도가 가장 높은 곳은 스리바치산(摺鉢山)이고 169m이다.

### 기후
기후는 1월 평균 19도, 7월에는 28도이며, 연평균 24도이다. 일본에서는 사키시마 제도, 미나미토리섬과 함께 열대에 속하며 열대 기후 중에서도 열대 우림 기후가 나타난다.
| 이오섬의 기후            | 이오섬의 기후 | 이오섬의 기후 | 이오섬의 기후 | 이오섬의 기후 | 이오섬의 기후 | 이오섬의 기후 | 이오섬의 기후 | 이오섬의 기후 | 이오섬의 기후 | 이오섬의 기후 | 이오섬의 기후 | 이오섬의 기후 | 이오섬의 기후 |
| 월                       | 1월           | 2월           | 3월           | 4월           | 5월           | 6월           | 7월           | 8월           | 9월           | 10월          | 11월          | 12월          | 연간          |
| ------------------------ | ------------- | ------------- | ------------- | ------------- | ------------- | ------------- | ------------- | ------------- | ------------- | ------------- | ------------- | ------------- | ------------- |
| 일평균 최고 기온 °C (°F) | 22 (71)       | 22 (71)       | 23 (73)       | 26 (78)       | 28 (82)       | 29 (85)       | 30 (86)       | 30 (86)       | 30 (86)       | 29 (84)       | 27 (80)       | 24 (75)       | 27 (80)       |
| 일평균 최저 기온 °C (°F) | 17 (63)       | 17 (63)       | 18 (65)       | 21 (69)       | 23 (74)       | 25 (77)       | 26 (78)       | 26 (78)       | 26 (78)       | 24 (76)       | 23 (73)       | 19 (67)       | 22 (72)       |
| 평균 강수량 mm (인치)    | 7.6 (0.3)     | 7.6 (0.3)     | 46 (1.8)      | 110 (4.2)     | 110 (4.4)     | 99 (3.9)      | 180 (7.1)     | 170 (6.6)     | 110 (4.4)     | 170 (6.6)     | 120 (4.9)     | 110 (4.5)     | 1,380 (54.4)  |
| 출처:                    |               |               |               |               |               |               |               |               |               |               |               |               |               |

## 역사

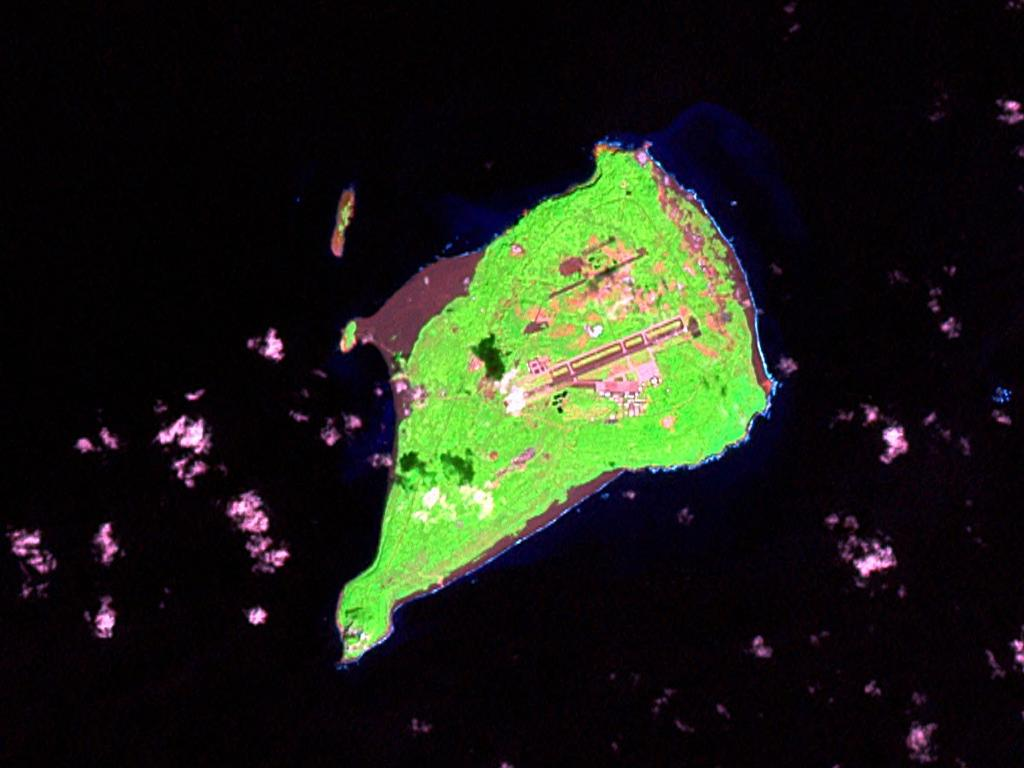
이오섬.

1543년, 스페인의 베르나르도 데 라 토레(Bernardo de la Torre) 선장이 이끄는 배 '산 후안 데 레트란(San Juan de Letran)이 최초로 발견하였다. 
그러나 19세기 후반까지 무인도로 있다가, 1887년 도쿄부(東京府)에 의해 탐사가 진행되어 2년 뒤 일본인이 거주하기 시작하였다. 
1891년 9월 9일, 현재의 섬 이름이 정해졌으며, 제2차 세계 대전 당시에는 1000명 정도가 살고 있었다. 
1945년 2월에 이 섬에 미군이 상륙하려 하자, 전투 상태가 되어 3월까지 계속되었다. 
일본측 전사자는 20,129명. 미국측 전사자는 약 5,000명, 부상자는 21,865명(이오지마 전투)이었다. 
제2차 세계 대전 후에는 미국의 시정권에 속하게 되었다가, 1968년 6월 26일 일본에 반환되었다.

## 현재
현재는 해상자위대 기지가 주둔하고 있다. 
불발탄이 아직 남아 있기 때문에, 이전 살았던 주민들은 물론 일반인들도 들어가지 못하고 있다.
섬 전체가 융기하고 있어 면적이 넓어지고 있다.